# Sexo espacial

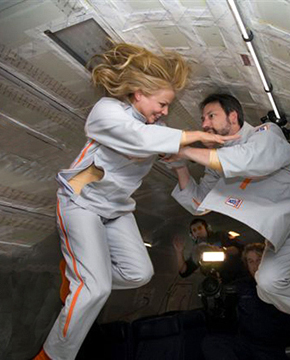
El traje 2suit a prueba en la serie El Universo. Sexo en el espacio marcó la primera prueba de intimidad humana hacia la colonización humana del universo (2008).

Sexo espacial se refiere a la actividad sexual humana en el ambiente extremo del espacio exterior. El acto de intimidad humana, actividad sexual y procreación, distinguidos por la gravedad cero, presentan dificultades en el rendimiento debido a la tercera ley de Newton. El tema también incluye la concepción y embarazo fuera de la Tierra.
El tema del sexo espacial ha sido debatido para clarificar el impacto potencial del aislado, confinado y peligroso ambiente en los seres humanos. Discusiones anteriores incluían a menudo intentos de determinar la veracidad de las especulaciones (por ejemplo, sobre la misión STS-47, en donde la pareja de astronautas Mark C. Lee y Jan Davis estuvo, e incluso engaños, como el Documento 12-571-3570).
A partir de 2009, cuando la NASA planeaba misiones a largo plazo para la colonización lunar, el tema comenzó a tener interés científico. El físico Stephen Hawking dijo, en 2007, que probablemente la supervivencia humana misma dependa de la reproducción en ambientes extremos como el espacio.
En febrero de 2013, la Inspiration Mars Foundation, de Dennis Tito, anunció que iban a enviar a un hombre y una mujer a una misión de 501 días a Marte. Jane Poynter destacó la importancia de la existencia de un vínculo emocional estable entre los miembros de la pareja. Ella citó su propia experiencia siendo parte del equipo de la Biosfera 2 con su esposo Taber MacCallum, quien es el jefe de tecnología de Inspiration Mars.

## Cuestiones fisiológicas
Se han notado numerosos cambios fisiológicos durante viajes espaciales, muchos de los cuales pueden afectar el sexo y procreación. Aunque permanece incierto si tales efectos son debido a cambios en la gravedad, radiación, ruido, vibración, aislamiento, ciclos cardiacos, estrés, o a una combinación de estos factores.
La cuestión principal a ser considerada en la reproducción fuera de la Tierra es la falta de aceleración gravitacional. La vida en la Tierra, y como consecuencia los procesos reproductivos de todas las especies y generaciones que la han habitado, evolucionó bajo la influencia constante del campo gravitacional terrestre de 1g. Es imperativo estudiar como el ambiente espacial afecta las fases críticas de la reproducción mamífera y el desarrollo de eventos que influyen en la fertilización, embarazo, nacimiento y maduración, y cuidado paternal. La gravedad afecta todos los aspectos del desarrollo vertebral, incluyendo la estructura de células, desarrollo de sistemas e incluso el comportamiento. Mientras la gravedad regula la expresión genética de los mamíferos, existen implicaciones importantes para la procreación segura en ambientes extraterrestres. 

### Estudios de fertilidad masculina
Debido a que el proceso de obtención de una muestra de semen es bastante sencillo y que trabajar con este tipo de muestras no supone grandes problemas éticos, se han realizado muchos estudios acerca de la viabilidad del semen en el espacio y cómo le afectan las condiciones espaciales, sobre todo, la microgravedad y las radiaciones. 
Un grupo de científicos españoles demostró en un estudio de 2019 que las condiciones de ingravidez o microgravedad que se dan en el espacio no afectan a la viabilidad del semen humano congelado. Para ello, introdujeron las muestras de semen humano congelado en una avioneta y las sometieron a varias parábolas, pues mediante esta maniobra se producen condiciones de ingravidez similares a las que se dan en el espacio.
Por otro lado, la NASA está llevando a cabo una investigación denominada Micro-11, en la cual se ha lanzado, por primera vez, muestras de semen humano al espacio. El objetivo de esta investigación, de la que todavía no se conocen los resultados, es determinar cómo pueden afectar las radiaciones espaciales a las células reproductoras masculinas humanas. Con este mismo fin, la Agencia Aeroespacial Japonesa lanzó al espacio muestras de esperma de ratón que permanecieron allí nueve meses congeladas. Una vez que fueron devueltas a la Tierra se usaron dichas muestras para fecundar ovocitos frescos y se obtuvieron embriones viables. Esto demuestra que el semen que había permanecido en el espacio se había mantenido en buen estado.

### Estudios de fertilidad femenina
Existen estudios dedicados a investigar como la microgravedad afecta al gameto femenino, aunque principalmente se han hecho con modelos animales. La mayoría de estos afirman que la ausencia de gravedad afecta negativamente a la correcta liberación de hormonas sexuales, a la cantidad de folículos y a la maduración de los ovocitos, sin embargo, son necesarios más estudios para poder extrapolar esta información al gameto humano.
Con respecto a las mujeres astronautas, se sabe que suelen suprimir su ciclo menstrual durante el vuelo espacial usando anticonceptivos. Además, algunas de ellas retrasan la maternidad hasta que ya hayan completado varios vuelos espaciales. Dado que la Edad Media en el primer vuelo espacial es de 38 años, muchas hacen uso de la tecnología de reproducción asistida y según los informes, las tasas de éxito de dicha tecnología en mujeres astronautas no difieren de las de mujeres de edad similar que no están expuestas a vuelos espaciales. 

### Estudios de fetos y embriones
Estudios conducidos en la reproducción de mamíferos en microgravedad incluyen experimentos con ratas. Aunque el feto se desarrolló propiamente una vez expuesto a gravedad normal, las ratas que fueron expuestas a microgravedad carecían de la habilidad de enderezarse. Otro estudio examinó la fecundación de embriones de ratón en condiciones de microgravedad. Aunque ambos grupos resultaron en ratones sanos una vez en gravedad normal, los autores notaron que la tasa de fertilización era menor para los embriones fertilizados en microgravedad que aquellos fertilizados en gravedad normal.

### Otros datos
El 23 de julio de 2006, se realizó un panel sobre sexo espacial en la conferencia anual de la Fundación de la Frontera del Espacio. Los ponentes fueron la periodista científica Laura Woodmansee, quien presentó su libro Sex in Space; el doctor Jim Logan, miembro certificado en medicina aeroespacial y primer graduado del programa de residencia contratado en el Centro Espacial Johnson de la NASA en Houston; y Vanna Bonta, poeta estadounidense, novelista y actriz quien había volado recientemente en gravedad cero y había accedido a entrevistarse para el libro de Woodmansee. Los ponentes exploraron las cuestiones biológicas, emocionales y físicas que enfrentarían las personas en un ambiente espacial. El periodista científico de la NBC, Alan Boyle, estuvo en el panel, y abrió una discusión mundial de un tema previamente considerado como tabú.

## Cuestiones psicosociales
Las implicaciones psicosociales del sexo y reproducción en vuelo son tan problemáticas como las relacionadas con lo fisiológico. En un futuro, las tripulaciones espaciales serán relativamente pequeñas en número. Si ocurre el apareamiento en la tripulación, puede tener consecuencias en las relaciones de trabajo, y como consecuencia, en el éxito de la misión. La salud del comportamiento, la proximidad, la compatibilidad y el acoplamiento serán factores que determinarán la selección de la tripulación para misiones de larga duración.
Lyubov Serova, una especialista en el campo de la procreación en condiciones espaciales, dijo que "después de un periodo de adaptación, las personas no necesitarán ningún aparato especial, como cinturones elásticos para tener sexo en el espacio," y añadió, "nosotros estudiamos el impacto de la falta de gravedad en la función reproductiva en el hombre y la mujer usando mamíferos como sujetos de pruebas, particularmente ratas". La conclusión es que el sexo espacial no es un problema físico, y que los individuos suficientemente motivados para una misión espacial no serán distraídos por el sexo.

## 2Suit
El traje "2suit" es una prenda diseñada para facilitar la intimidad sin esfuerzo en los ambientes de ingravidez como el espacio exterior, o planetas con baja gravedad. La prenda de vuelo, inventada por la novelista Vanna Bonta, fue uno de los temas de un documental de History Channel en 2008 titulado Sexo espacial. El documental trataba sobre las implicaciones emocionales y biológicas de la migración humana y reproducción más allá de la Tierra. El "2suit" desató discusiones internacionales en noticias y debates políticos como una metáfora icónica para la colonización humana del espacio.

## Cultura popular
Sexo en el espacio fue el tema del documental de History Channel The Universe en 2008. El show globalmente distribuido fue traducido a otras lenguas, abriendo discusiones mundialmente sobre lo que se consideraba como un tema taboo. El sexo en el espacio se convirtió en la moda para la supervivencia a largo plazo de la especie humana y colonización de otros planetas, inspiró canciones, y alentó la exploración espacial. 
Entre las películas que incluyen sexo espacial están Moonraker, Moving Violations, Supernova y Cube 2: Hypercube. En la novelización de Alien, Parker le dice a Brett sobre un incidente sexual en gravedad cero que salió mal.
La cuestión del sexo espacial también aparece en la ciencia ficción de Isaac Asimov, quien, en 1973, estipuló cómo sería el sexo en el espacio exterior. Él anticipó algunos de los beneficios del sexo en un ambiente de microgravedad.
Las dificultades que la microgravedad presenta a la intimidad humana fueron discutidas en un documento anónimo ficticio de la NASA en 1989, donde un cinturón elástico y un túnel inflable fueron propuestos como soluciones al problema. Algunos documentos estaban decididos a ser bromas.
La compañía de producción de entretenimiento para adultos Private Media Group filmó una película llamada The Uranus Experiment: Part Two, donde la escena de apareamiento en gravedad cero fue lograda al volar un avión a una altitud de 3,350 metros y haciendo una picada. El proceso de filmación fue particularmente difícil desde un punto de vista técnico y logístico. Limitantes económicas sólo permitieron una toma de 20 segundos, mostrando a los actores Sylvia Saint y Nick Lang.
Berth Milton, Jr, presidente y CEO de Private Media Group declaró: "No tendrías miedo de volar, ¡eso es seguro!"
Cuando el astronauta del Apollo 11, Michael Collins, publicó su autobiografía Llevando el fuego en 1974, la revista Time citó el pasaje siguiente: "Imagina una nave del futuro, con una tripulación de mil señoritas, directo a Alfa Centauri, con 2,000 pechos flotando bellamente en respuesta a cualquier movimiento... y yo soy el comandante de la nave, es sábado por la mañana y es hora de la inspección, naturalmente". La revista continuó con una carta de Sharon Smith, quien estuvo de acuerdo con que la presencia de las mujeres no permitiría hacer su trabajo bien a los hombres espaciales, y añadió que el programa espacial debe salvaguardarse del doloroso pero necesario paso de excluir a los hombres.
Arthur C. Clarke señaló en una carta al editor que él había vencido a Collins a abordar la cuestión en la novela Rendezvous with Rama (1973): "Algunas mujeres, el Comandante Norton había decidido, no deberían ser permitidas en la nave; la nula gravedad hacía cosas en sus pechos que eran demasiado distractores. Ya de por sí era malo cuando no se movían; pero cuando comenzaron a moverse, era más de lo que un macho de sangre caliente podría soportar. Estaba seguro de que al menos un accidente espacial había sido causado por una distracción similar."
Una descripción más reciente y quizá más realista de las mecánicas de la baja gravedad en el apareamiento es presentada en el video "Sex in Space: The Video," una corta historia contenida en "The Best American Erotica 2004", de Susie Bright. La historia usa astronautas infieles para describir las técnicas que los humanos podrían usar para copular en el espacio sin la necesidad de algún aparato.